# 片寄涼太
片寄 涼太（かたよせ りょうた、1994年8月29日 - ）は、日本の歌手、俳優。GENERATIONS from EXILE TRIBEのメンバー。
大阪府八尾市出身。LDH JAPAN所属。身長180cm。血液型AB型。妻は女優の土屋太鳳。

## 略歴
14歳の時にEXILEのライブを観に行き、LDHの新人開発部にスカウトされた。
2009年、「劇団EXILEオーディション」に参加。
2010年、「VOCAL BATTLE AUDITION 2」に参加しファイナリストとなるも落選。その後、EXPG大阪校に特待生として通う。
2011年7月、GENERATIONSの候補メンバーとして始動。2012年4月に正式メンバーとなる。
2014年7月、ドラマ『GTO』（関西テレビ）で俳優デビュー。
2020年1月7日、『Possible』でソロデビュー。

## 人物
- 音楽一家に生まれ[9]、4歳からピアノを習っていた[3]。
- 5歳から中学3年までサッカーをしていた。中学時代、市の選抜チームに選ばれた[10]。

### 家族
- 一人っ子である[11]。
- 父親は高校の音楽教師で、祖父は中学校の音楽教師だった[11]。グループのレギュラー番組『GENERATIONS高校TV』の2019年4月28日配信回では、AbemaTV開局3周年&番組放送100回目記念として、メンバーと共に父親が勤務する学校を訪問。親子共演が実現した[9]。
- 2023年1月1日、女優の土屋太鳳との結婚を発表[4]。ドラマおよび映画『兄に愛されすぎて困ってます』での共演を機に交際していたという[4]。GENERATIONSのメンバーの中では初の既婚者となった[12]。自身が29歳の誕生日を迎えた同年8月29日にインスタグラムにて第1子女児誕生を発表した[13]。なお、子供の誕生した日時や性別については明かさなかった[14]。

### 遠縁
- 2024年10月22日放送の『はじめまして!一番遠い親戚さん』（日本テレビ）で、作家の武者小路実篤が遠い親戚であると判明し、コメディアンの古川ロッパは18親等、実業家で東急グループ創業者でもある五島慶太は23親等にあたることが判明した[15]。

## 作品

### 配信シングル
- Possible（2020年1月7日）
- 運命（2022年8月30日）

### シングル
- tenkiame / 今夜はブギー・バック feat. eill / prod. Shin Sakiura（2024年8月21日）[16]

### アルバム
- Bouquet（2025年8月6日）

### その他のソロ曲
| 発売日         | 曲名                | 収録作品                                                      |
| -------------- | ------------------- | ------------------------------------------------------------- |
| 2018年10月17日 | PSYCHIC MAGIC       | m-flo presents PRINCE PROJECT feat. 片寄涼太「PSYCHIC MAGIC」 |
| 2021年11月26日 | サクライロ          | V.A.『昨日より赤く明日より青く -CINEMA FIGHTERS project-』    |
| 2023年11月21日 | Dance the life away | GENERATIONS『beyond the GENERATIONS』                         |

### 参加作品
- 片寄涼太 × DOBERMAN INFINITY「NO FEAR NO MORE」（2024年1月29日）[18]

### 作詞
| 発売日        | 曲名  | 収録作品                                                      |
| ------------- | ----- | ------------------------------------------------------------- |
| 2015年1月28日 | STORY | GENERATIONS「Sing it Loud」                                   |
| 2017年7月15日 | Pray  | GENERATIONS『涙を流せないピエロは太陽も月もない空を見上げた』 |

### タイアップ
| 曲                  | タイアップ                                                            |
| ------------------- | --------------------------------------------------------------------- |
| PSYCHIC MAGIC       | 映画『PRINCE OF LEGEND』挿入歌                                        |
| PSYCHIC MAGIC       | ドラマ『PRINCE OF LEGEND』挿入歌                                      |
| Possible            | ドラマ『貴族誕生 -PRINCE OF LEGEND-』主題歌                           |
| Possible            | 映画『貴族降臨 -PRINCE OF LEGEND-』主題歌                             |
| サクライロ          | 映画『昨日より赤く明日より青く-CINEMA FIGHTERS project-COYOTE』主題歌 |
| 運命                | ドラマ『運命警察』挿入歌                                              |
| Dance the life away | ドラマ『推しが上司になりまして』オープニングテーマ曲                  |
| NO FEAR NO MORE     | 舞台『HiGH&LOW THE 戦国』主題歌/須和国テーマソング                    |

## 出演

### テレビドラマ
- GTO（2014年7月8日 - 9月16日、関西テレビ・フジテレビ） - 桐谷優 役
- 兄に愛されすぎて困ってます（2017年4月13日 - 5月11日、日本テレビ） - 橘はるか 役[19]
- PRINCE OF LEGEND（2018年10月4日 - 12月6日、日本テレビ） - 朱雀奏 役
- 3年A組-今から皆さんは、人質です-（2019年1月6日 - 3月10日、日本テレビ） - 甲斐隼人 役[20]
- ニッポンノワール-刑事Yの反乱- 第6話（2019年11月17日、日本テレビ） - 甲斐隼人 役[注 1]
- 病室で念仏を唱えないでください（2020年1月17日 - 3月20日、TBS） - 田中玲一 役[21]
- ラジエーションハウスII〜放射線科の診断レポート〜 第6話（2021年11月8日、フジテレビ） - 武藤健 役[22]
- 木のストロー（2022年2月26日、フジテレビ） - 青山悠人 役[23]
- 運命警察（2022年7月13日 - 8月31日、テレビ東京） - 主演・福山七瀬（セブン） 役[24]
- 忍者に結婚は難しい 第5話（2023年2月2日、フジテレビ） - 山田 役[25]
- 波よ聞いてくれ（2023年4月21日 - 6月9日、テレビ朝日） - 中原忠也 役[26]
- ほんとにあった怖い話 夏の特別編2023「胸騒ぎの帰路」（2023年8月19日、フジテレビ） - 主演・早川翼 役[27]
- 推しが上司になりまして（2023年10月5日 - 12月21日、テレビ東京） - 桐生斗真 / 高城修一 役[28]
- ハイエナ 第4話（2023年11月10日、テレビ東京） - 佐々石亮 役

### 配信ドラマ
- TOKYO COIN LAUNDRY（2019年1月 - 2月、GYAO!） - 主演・蔵島優斗 役[29]
- 3年A組-今から皆さんだけの、卒業式です-（2019年3月10日・17日、Hulu） - 甲斐隼人 役[30]
- 病室で念仏を唱えないでください 〜サトリ研修医・田中玲一〜（2020年1月11日 - 3月20日、Paravi） - 主演・田中玲一 役[31]
- A2Z（2023年2月3日、Amazon Prime Video） - 坂上成生 役[32][33]
- トークサバイバー!ラスト・オブ・ラフ（2024年9月3日、Netflix）[34]

### 映画
- 兄に愛されすぎて困ってます（2017年6月30日） - 橘はるか 役[35]
- PRINCE OF LEGEND（2019年3月21日） - 朱雀奏 役[36]
  - 貴族降臨 -PRINCE OF LEGEND-（2020年3月13日）
- 午前0時、キスしに来てよ（2019年12月6日） - 主演・綾瀬楓 役[37][注 2]
- 糸（2020年8月21日） - 佐々木 役（友情出演）[38]

### 短編映画
- 昨日より赤く明日より青く-CINEMA FIGHTERS project-「COYOTE」（2021年）[39]

### 劇場アニメ
- きみと、波にのれたら（2019年6月21日） - 主演・雛罌粟港 役（川栄李奈とW主演）[40]

### 舞台
- BOOK ACT 2023 NEW YEAR SPECIAL「運命警察」（2023年1月）[41]
- 戦国時代活劇「HiGH&LOW THE 戦国」（2024年1月 - 2月）[42]

### 配信番組
- バチェラー・ジャパン シーズン5（2023年、Amazon Prime Video） - ゲストMC[43]
- MEET YOUR ART『片寄涼太が現代アーティストのアトリエを訪問するシリーズ「THE BASE」 』 - ナビゲーター（2023年8月 - 、YouTube）[44]

### ミュージックビデオ
- iScream「Catwalk」（2022年）[45]

### ゲーム
- PRINCE OF LEGEND LOVE ROYALE（2019年3月5日 - 2022年6月30日、iOS / Android） - 朱雀奏 役[46]

### CM
- モイスト・ダイアン「エクストラシャイン」（2015年）
- サマンサタバサジャパンリミテッド「Samantha Vega」（2015年）[47]
- 東京西川「Afit」（2017年 - ）
- リクルートジョブズ「タウンワーク」（2017年）
- Zoff「Zoff SMART meets 0キス篇」（2019年）[48][注 3]

### 連載
- デイリー新潮「片寄涼太（GENERATIONS from EXILE TRIBE）×作詞家・小竹正人 往復書簡」（2020年7月 - 2021年4月）[49]

### その他
- 幻冬舎文庫 フェアキャラクター（2017年）[50]
- ブルボン 広告キャラクター（2019年）[51][注 3]
- 西川「Home Makes」イメージキャラクター（2019年）[52]
- ジバンシィ アンバサダー（2021年[53] - 2022年[54]）
- Exideal イメージモデル（2022年 - 2023年）[55]
- MEET YOUR ART FAIR 2023「RE:FACTORY」ART FAIR オフィシャルサポーター（2023年）[56]
- やお観光創造アンバサダー（2023年）[57]
- セレッソ大阪 30周年アンバサダー（2023年）[58]
- 友達がやってるカフェ/バー・サントリー WEB-CM（2024年）[59]
- ジョニーウォーカー ブルーラベル アイスシャレー ポップアップ ストア&バー アンバサダー（2025年）[60]
- 鳥取県立美術館グランドオープンアンバサダー（2025年）[61]

## ライブ・イベント

### イベント
- 片寄涼太ファンミーティング in 上海（2017年8月25日、上海商城劇院）[62]
- 片寄涼太ファンミーティング2019「EXPRESS MY MIND」（2019年3月9日、上海喜馬拉雅大観舞台）[63]
- 片寄涼太 オンラインファンミーティング「MUTUAL ARROW」（2021年3月6日、ZAIKO）[64]
- 片寄涼太 FANCON 2025 in 上海 〜MY FAM, MY SUN〜（2025年8月9日、紅石中心）

### 合同
- VOCAL BATTLE AUDITION Presents "VOCAL BATTLE STAGE 2014"（2014年4月24日 - 4月25日）[65]

## 書籍

### 写真集
- グッバイ、ホワイト（2018年8月7日、KADOKAWA）[66] ISBN 978-4040695501

### スタイルブック
- C'est la vie（2020年）[67]

### 著書
- ラウンドトリップ 往復書簡（2021年10月29日、新潮社）[68]ISBN 978-4103542711

## 受賞
- WEIBO Account Festival in Japan 2018 微博日本年間人気アーティスト賞（2018年）[69]
- マカオ国際映画祭 Variety アジアン・スターズ・アップ・ネクスト・アワード（2019年）[70]
- Weibo Starlight Awards （2021年）[71]
  - Hall of Fame at Weibo
  - Almighty Famous Artist at Weibo
- 大阪府八尾市「令和6年文化の日表彰式典」文化賞（2024年）[72]
- 2024ベストフォーマルウェアアワード 和装部門「Kimono Knight」（2024年）[73]